# Edmund Stengel (Romanist)
Edmund Max Stengel (* 5. April 1845 in Halle (Saale); † 3. November 1935 in Marburg) war ein deutscher Romanist.

## Leben und Werk
Edmund Stengel war der Sohn von Karl Stengel und Dorothee Stengel, geb. Flöthe, außerdem war er der Schwiegersohn von Ernst Herrmann und Ida Herrmann, geb. Voigt, einer Tochter von Friedrich Sigmund Voigt und Susette von Loevenich. Er studierte in Bonn bei Friedrich Diez und Nikolaus Delius und promovierte 1868 mit der Arbeit Vocalismus des lateinischen Elementes in den wichtigsten romanischen Dialecten von Graubünden und Tyrol, aufgestellt und unter Herbeiziehung der verwandten romanischen Sprachen durch zahlreiche Beispiele belegt. Er erhielt 1873 an der Universität Marburg eine Doppelprofessur für englische und romanische Philologie und  1880  eine Professur für romanische Philologie. 1896 ging er als Nachfolger von Eduard Koschwitz (der sein Nachfolger in Marburg wurde) an die Universität Greifswald, wo er 1913 emeritiert wurde. Ferner war er Mitglied des Kreistages und von 1897 bis 1919 Mitglied im Greifswalder Bürgerschaftlichen Kollegium. Von 1907 bis 1911 vertrat er als Abgeordneter des Reichstagswahlkreis Regierungsbezirk Stralsund 1 die Freisinnige Volkspartei im Deutschen Reichstag und war Redakteur der Zeitschrift des Vereins zur Abwehr des Antisemitismus. Im Jahr 1913 wurde er Geheimer Regierungsrat. Verheiratet war Edmund Stengel mit Ida Herrmann, deren Kinder waren Edmund E. Stengel und Walter Stengel.
Joseph Hengesbach und Otto Böckel promovierten bei ihm.
Aus einem Kreis von Studenten Stengels war 1880 der Akademische Verein für Studierende der neueren Philologie zu Marburg gegründet worden. Stengel wurde noch im gleichen Jahr zum Ehrenmitglied ernannt. Der Verein entwickelte sich in den folgenden Jahrzehnten zur Marburger Burschenschaft Rheinfranken, der Stengel dann bis zu seinem Tod angehörte. Der Akademisch-Neuphilologische Verein Greifswald (seit 1909 Neuphilologische Verbindung Greifswald) im WKV ernannte Stengel anlässlich des 30. Stiftungsfestes 1906 zum Ehren-Präsiden.

## Schriften
- Codex manu scriptus Digby 86. Halis 1871.
- Mittheilungen aus französischen Handschriften der Turiner Universitäts-Bibliothek. Halle (Saale) 1873.
- Li Romans de Durmart le Galois. Stuttgart 1873. Nachdruck Amsterdam 1969.
- Das altfranzösische Rolandslied. Heilbronn 1878.
- Die beiden ältesten provenzalischen Grammatiken. Marburg 1878. Nachdruck 1971.
- Wörterbuch der ältesten französischen Sprache. Marburg 1882.
- La Cancun de saint Alexis. Marburg 1882.
- Erinnerungsworte an Friedrich Diez. Marburg 1883.
- Beiträge zur Geschichte der romanischen Philologie in Deutschland: Festschrift für den ersten Neuphilologentag Deutschlands zu Hannover. Marburg 1886.
- Chronologisches Verzeichnis französischer Grammatiken vom Ende des 14. bis zum Ausgange des 18. Jahrhunderts. Jena 1890. Neu herausgegeben mit einem Anhang von Hans-Josef Niederehe. Amsterdam 1976.
- Die altprovenzalische Liedersammlung c der Laurenziana in Florenz. In: Wissenschaftliche Beilage zum Vorlesungsverzeichnis der Universität Greifswald. Winter 1899/1900. (Digitalisat in der Digitalen Bibliothek Mecklenburg-Vorpommern)
- Die ältesten französischen Sprachdenkmäler. Marburg 1901.

## Auszeichnungen
- Geheimer Regierungsrat
- 1919: Ehrenbürger von Greifswald